# João Bernardo Vieira
João Bernardo Vieira, född 27 april 1939 i Bissau, död 2 mars 2009 i Bissau, var Guinea-Bissaus president mellan den 1 oktober 2005 och den 2 mars 2009, då han mördades. Han satt också vid makten mellan 1980 och 1999, före inbördeskriget. Vieira mördades av militärer, strax efter att en bomb dödat landets generalstabschef.

## Biografi
João Bernardo Vieira föddes 1939 i Bissau och utbildade sig ursprungligen till elektriker. Han gick med i befrielserörelsen Afrikanska partiet för självständighet åt Guinea och Kap Verde (PAIGC) 1960 och blev snart en viktig befälhavare i gerillakriget mot den portugisiska kolonialmakten. Under sin tid i gerillan gick han under sitt nom de guerre "Nino".
År 1980 tog João Bernardo Vieira makten i den nya staten och diktaturen i en oblodig militärkupp. Han hade dessförinnan varit premiärminister i två år. João Bernardo Vieira fortsatte dock att driva landet som en enpartistat. 1991 lyftes förbudet mot oppositionspartier och 1994 hölls de första demokratiska valen, där João Bernardo Vieira vann mot huvudmotståndaren Kumba Yalá. Han störtades när inbördeskriget bröt ut 1999, men valdes ånyo till president 2005.
Vieira mördades av militärer, bara timmar efter att en bomb hade dödat landets generalstabschef, Batista Tagme Na Waie.